# Georg Schabinski

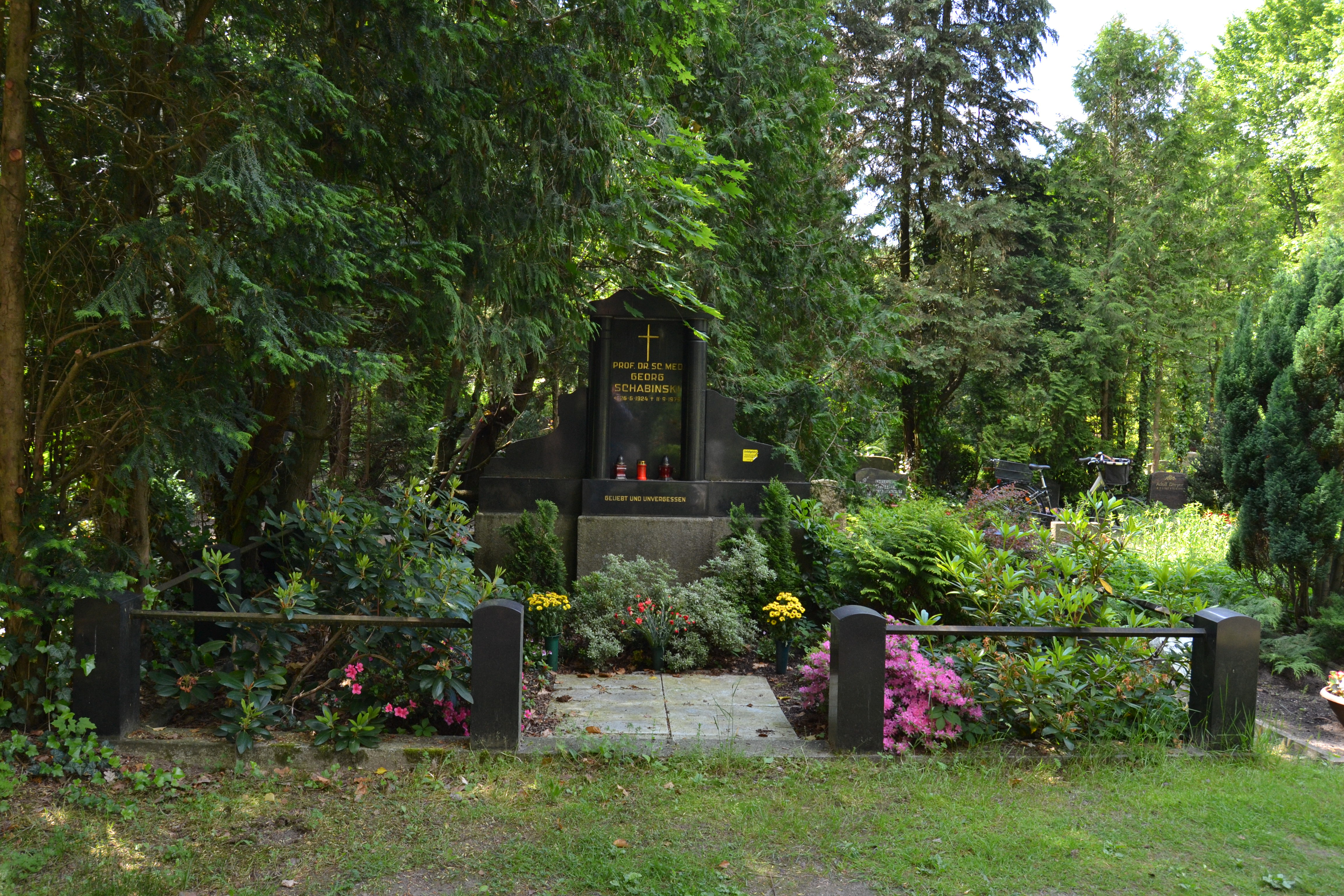
Grabmal in Schöneiche

Georg Schabinski (* 26. Juni 1924 in Jena; † 11. September 1979) war ein deutscher medizinischer Mikrobiologe und Hochschullehrer, der zu den ersten Mykologen in der DDR gezählt wird.

## Leben und Werk
Georg Schabinski studierte nach dem Schulabschluss Medizin an der Universität Jena und promovierte 1950 zum Dr. med. 1960 habilitierte er sich an der Medizinischen Fakultät der Friedrich-Schiller-Universität Jena. Er wurde Dozent und Oberarzt am Hygieneinstitut der Universität Jena. Seine Forschungsschwerpunkte waren Hygiene, Bakteriologie und Serologie.

## Schriften (Auswahl)
- Tierexperimentelle Beobachtungen zur Urethanwirkung auf die Spermiogenese der Maus. [1950].
- Grundriß der medizinischen Mykologie, VEB Gustav Fischer, Jena 1960.
- Experimentelle Untersuchungen zum Problem der unspezifischen Resistenz. Jena 1960.
- (mit Johannes Wilde): Die Beeinflussung spezifischer und unspezifischer immunbiologischer Reaktionen durch Cytostatika. In: Research in experimental medicine 144 (1967), Nr. 3, S. 250–257.